# Георг фон Бюлов
Георг фон Бюлов (на немски: Georg von Bülow; * пр. 1441; † пр. 1516) е благородник от стария род Бюлов от Мекленбург, господар на Гартов (в Долна Саксония), Оебисфелде (в Саксония-Анхалт) и Щинтенбург (в Мекленбург-Предна Померания), съветник в Брауншвайг-Люнебург.
Той е син на рицар Вико фон Бюлов († 1453) и съпругата му Кристина фон Карлов († сл. 1469), дъщеря на Херман фон Карлов. Внук е на „кнапе“ Хайнрих фон Бюлов († пр. 1396) и правнук на рицар Хайнрих фон Бюлов († 1415). Сестра му Анна фон Бюлов († 1473) е омъжена 1459 г. за барон Лудолф IV фон Алвенслебен († 1476).
От 1434 до 1639 г. фамилията фон Бюлов е собственик на имението Щинтенбург в Мекленбург-Предна Померания.
Георг фон Бюлов е погребан в църквата в Оебизфелде.

## Фамилия
Георг фон Бюлов се жени за фон Бодендик, дъщеря на Алверих фон Бодендик († ок. 1484) и фон Ландесберген. Те имат децата:
- Агата фон Бюлов († 8 януари 1541), омъжена пр. 21 октомври 1509 г. за граф Албрехт III фон дер Шуленбург „Белия“ († 14 декември 1540)
- Кристина фон Бюлов
- Вико/Виктор фон Бюлов в Гартов и Оебисфелде (* пр. 1510; † 20 април 1546), женен за Маргарета фон Маренхолц († 29 януари 1584); имат син и дъщеря
- Хайнрих фон Бюлов
- Агата фон Бюлов
- Антон фон Бюлов
- Кристина фон Бюлов († сл. 1520), омъжена ок. 1490 г. за Вернер III фон Алвенслебен (1486 – 1512)
- Хайнрих фон Бюлов-Гартов (* пр. 1515; † сл. 1538), женен за Армгард фон Бартенслебен († 1560)

Георг фон Бюлов се жени втори път за фон Алвенслебен. Те мат един син:
- Кристоф фон Бюлов (* пр. 1509; † 1555); има дъщеря

Георг фон Бюлов се жени трети път за фон Ходенберг, дъщеря на Ортгиз I фон Ходенберг († 1492/1496) и Аделхайд фон Мюнххаузен († сл. 1491) Те имат дъщеря:
- Илза (Саломé) фон Бюлов († сл. 30 март 1551), омъжена за Зифрид XIII фон Раутенберг (* ок. 1494; † 21 февруари 1541 – 26 февруари 1543), наследствен маршал на манастир Хилдесхайм

- Дворец Гартов в Долна Саксония
- Замък Оебисфелде в Саксония-Анхалт
- Замък Щинтенбург в Мекленбург-Предна Померания